# Melchiorre Cesarotti
Melchiorre Cesarotti, né le 15 mai 1730 à Padoue (alors dans la république de Venise), mort le 4 novembre 1808 à Selvazzano Dentro, est un littérateur italien.

## Biographie
Melchiorre Cesarotti naquit à Padoue, le 15 mai 1750, d’une famille noble et ancienne, mais sans fortune. Placé de bonne heure dans le séminaire de cette ville, où l’éducation était confiée à de savants professeurs, il y donna des preuves d’un génie prématuré. Il avait un oncle, religieux franciscain, qui le faisait venir dans son couvent pendant les vacances ; lorsqu’il était importuné par la vivacité bruyante de son neveu, il l’enfermait dans la bibliothèque de la maison. L’enfant ne tarda pas à y prendre plaisir ; il fit de sa prison une école, et quand son oncle le faisait appeler, c’était là qu’on fallait chercher et qu’on le trouvait toujours. Ses études littéraires achevées avec de brillants succès, et l’imagination remplie de ce qu’elles ont de séduisant, il ne trouva point le même attrait dans la philosophie, telle qu’on l’enseignait alors ; il en trouva encore moins dans les mathématiques, peut-être aussi par le vice des méthodes d’enseignement. Il restait dans un état d’incertitude fatigant pour un esprit aussi vif que le sien ; un livre et un ami l’en retirèrent, et concoururent également à développer dans son âme les germes de cette vraie philosophie qu’on n’apprend point dans les écoles. Ce livre est De la sagesse de Charron, et cet ami fut le savant Giuseppe Toaldo, l’un des principaux ornements de l’université de Padoue. Ce fut à la lecture de l’un et au commerce de l’autre, qu’il dut l’esprit philosophique qui dirigea sa vie et qui caractérise ses ouvrages. Son attachement pour Toaldo, qu’il appelait son cher Socrate, ne se refroidit jamais ; il lui survécut, et consacra, dans sa retraite de Selvazzano, un monument à sa mémoire. Après la philosophie, Cesarotti essaya de la jurisprudence et même de la théologie ; mais il revint bientôt à des études de son goût, et ne s’en écarta plus. Nommé à la chaire de rhétorique du séminaire où il avait été élevé, à un âge où la plupart des jeunes gens entrent dans cette classe, il se livra avec un zèle ardent et avec une sorte d’enthousiasme aux devoirs que sa place lui imposait. Il se déclara dès lors ouvertement contre les préjugés et la routine des écoles ; dans ses exercices publics, il choisissait toujours des sujets qui lui donnaient l’occasion de les combattre. Son activité était infatigable, ses lectures immenses, et il ne lisait aucun livre sans en tirer des extraits et sans y faire des notes. Le célèbre littérateur Giovanni Antonio Volpi lui ouvrit les trésors de sa riche bibliothèque ; il la dévora tout entière, en suivant toujours sa méthode d’extraire et de noter. Comme il ne pouvait suffire seul à ce travail, il s’y faisait aider par ceux de ses disciples qui montraient le plus d’intelligence. Avec ce secours, il ne tarda pas à rassembler plus de douze volumes d’analyses, de citations et de morceaux choisis de littérature ancienne et moderne, grecque, latine, italienne et française. Le désir de complaire à une société d’hellénistes qu’il fréquentait lui fit entreprendre la traduction du Prométhée d’Eschyle ; il la fit imprimer; mais il trouva dans la suite cette première production si imparfaite, qu’il la condamna lui-même à l’oubli. Il traduisit plus heureusement, en vers italiens, trois tragédies de Voltaire, Sémiramis, la Mort de César, et Mahomet, qu’il faisait représenter par ses élèves, sur le théâtre du séminaire. Il les relisait sans cesse lui-même, non dans sa traduction, mais dans le texte français, avec des transports et un enthousiasme toujours nouveaux. Il relisait surtout Zaïre, que cependant il ne traduisit pas ; il la recommença jusqu’à quatre fois de suite, en fondant en larmes, et sans pouvoir s’en rassasier. Sa réputation commençait à s’étendre. Il fut appelé, en 1762, à Venise, pour faire l’éducation des enfants de l’illustre famille Grimani. Il y donna, en différentes occasions, de nouvelles preuves de son talent poétique, et fit alors imprimer ses traductions de Voltaire, avec des discours préliminaires pleins de philosophie et de connaissance de l’art ; l’un sur le Plaisir de la tragédie, l’autre sur l’Origine et les Progrès de l’art poétique. Le second est pourtant inférieur au premier ; il en jugea ainsi lui-même, et le rejeta de l’édition générale de ses œuvres, où l’autre tient une place distinguée. Il fut bientôt recherché par tout ce que Venise avait de plus illustre et de plus instruit. Il se lia aussi avec des étrangers amis des lettres, et entre autres avec un jeune Anglais nommé Charles Sackville, qui lui fit connaître les Chants d’Ossian, nouvellement publiés à Londres par Macpherson. Quelques morceaux qu’il lui traduisait verbalement excitèrent dans Cesarotti une admiration qui le détermina sur-le-champ à apprendre l’anglais. A mesure qu’il avait expliqué un des poèmes du barde écossais, il le traduisait en vers italiens, et ces traductions inspiraient à leur tour au bon Sackville la plus vive admiration. Tout fut achevé en moins de six mois ; célérité prodigieuse dans un aussi beau travail ! Sackville fit alors un de ces traits rares dans l’histoire des lettres, et que peu de gens riches sont dignes d’imiter : il fit faire à ses frais, à Padoue, une belle édition de l’Ossian italien, en 2 vol. in-8°, et la donna tout entière à l’auteur. En 1768, la mort du savant P. Michelangelo Carmeli ayant laissé vacante, dans l’Université de Padoue, la chaire de grec et d’hébreu, Cesarotti y fut nommé. Dès lors, fixé dans sa patrie, au-dessus du besoin, et satisfait de son sort, il ne songea plus qu’à remplir dignement les devoirs de sa place, et à justifier par ses travaux l’estime de ses concitoyens. Il publia successivement sa traduction de Démosthène, son Cours raisonné de littérature grecque, et son Homère, trois grands travaux dont nous parlerons plus bas. Les Vénitiens ayant fondé à Padoue, en 1779, une Académie des sciences, des lettres et des arts, Cesarotti fut nommé secrétaire perpétuel de la classe des belles-lettres. C’est pour remplir une des fonctions de cette place, qu’il lut chaque année, dans les séances publiques du corps entier, ces rapports académiques, où il montra tant d’étendue dans les connaissances, et tant de variété dans le talent. L’Essai philosophique sur les langues fut entrepris et terminé à la demande de plusieurs membres distingués de l’Académie, et il adressa l’Essai sur le goût à l’Arcadie romaine, dans laquelle il avait pris le nom de Merante Larisseo. Après les événements qui changèrent, en 1796 et 1797, les destinées de l’Italie, il publia, par ordre du gouvernement républicain, un Essai sur les études, où il entreprit de corriger les méthodes scolastiques, et de diriger l’éducation vers la plus grande utilité des élèves et le plus grand bien de la patrie. Il écrivit aussi l’Instruction du citoyen, et y ajouta le Patriotisme éclairé, deux mots qui ne devraient jamais aller l’un sans l’autre, et qui sont trop souvent séparés. Sa vie ne cessa point d’être toute littéraire, et il continua de partager son temps entre ses devoirs, ses études, les plaisirs de la campagne, et la société de quelques amis. Les bienfaits de l’empereur Napoléon l’allèrent chercher dans sa retraite : il fut nommé chevalier, ensuite commandeur de l’ordre de la Couronne de fer, et gratifié de deux pensions extraordinaires. Il consacra sa reconnaissance par plusieurs inscriptions monumentales, dans sa jolie et modeste maison de campagne de Selvazzano, et mieux encore par le poème en vers libres, intitulé Pronea (la Providence), publié vers la fin de 1807. Parvenu à un si grand âge, il méditait encore de nouveaux travaux, et il poursuivait avec la plus grande activité l’édition générale de ses œuvres, commencée depuis 1800, et dans laquelle presque tous ses ouvrages sont corrigés et retouchés, lorsqu’une attaque violente d’une maladie de la vessie, à laquelle il était sujet, l’enleva le 5 novembre 1808.

## Œuvres
L’édition de ses œuvres, publiée à Pise, de 1806 à 1815, forme 40 tomes en 42 vol. in-8°, dont le plus grand nombre à paru de son vivant. On en donna en même temps une édition in-12.
- Le 1er volume contient l’essai sulla Filosofia delle lingue applicata alla lingua italiana, imprimé d’abord à Padoue, 1785, in-8°, puis à Vicence, 1788, et l’autre essai moins considérable, sulla Filosofia del gusto. Le premier a fait le plus de bruit : c’est un écrit ingénieux, tissu avec beaucoup d’art, et qu’on peut regarder comme une apologie adroite de la manière et du système de style de l’auteur ; c’est, sans doute, pour cela même qu’il l’a mis en tête de sa collection. Cet essai reçut beaucoup d’éloges et éprouva aussi des critiques. Cesarotti ne jugea digne de réponse que celle qui se trouve dans l’excellent ouvrage de Gian Francesco Galeani Napione, de l’Académie de Turin, intitulé : dell’Uso e de’ Pregi della lingua italiana. Cette réponse est imprimée ici à la suite de l’essai sous le titre de Rischiaramenti apologetici, et accompagnée d’une lettre, aussi apologétique, adressée à M. Napione lui-même. Ces questions, débattues avec beaucoup de politesse, ne peuvent être que fort intéressantes pour les philologues italiens.
- Les Poesie di Ossian, antico poeta celtico, remplissent les quatre volumes suivants. La première édition, Padoue, 1765, 2 vol. in-8°, est belle, mais nécessairement incomplète, puisque l’Ossian de Macpherson même l’était alors ; dans la deuxième, Padoue, 1772, 4 vol. petit in-8°, ce qui manquait à la première était ajouté, et l’auteur avait corrigé et perfectionné sa traduction en plusieurs endroits, mais il avait fait aussi une suppression considérable. Dans celle de 1765, importuné par les adorations enthousiastes d’un Padouan nommé Paolo Brazzolo pour Homère, il avait pris à tâche d’élever son barde calédonien au-dessus du poète grec, par des observations mises surtout à la fin du grand poème de Fingal. Soit pour n’être pas obligé de soutenir cette gageure par de nouvelles observations sur les autres poèmes, soit par tout autre motif, il supprima toutes celles de cette espèce dans la seconde édition. Celle de Nice, 1780, 3 vol. in-12, a le mérite de contenir les observations critiques ; mais on y a suivi, pour le texte, la première de Padoue, et l’on n’a mis qu’à la fin comme variantes les importantes corrections de la seconde. Dans la nouvelle édition, tout est rétabli ; l’ouvrage a été revu en entier avec de nouveaux soins, et, de plus, Cesarotti a joint au premier discours préliminaire une traduction abrégée de la dissertation anglaise du professeur Blair, sur l’authenticité des poésies d’Ossian, et un nouveau discours historique sur les contestations auxquelles a donné lieu en Angleterre la question de cette même authenticité, morceau d’histoire et de critique littéraires intéressant et curieux.
- Le grand travail sur Homère occupe ensuite onze volumes. Il commence par l’Iliade traduite en vers, en quatre volumes. Ce n’est point, à proprement parler, une traduction, mais une refonte presque générale du poème d’Homère, dans laquelle l’auteur s’est permis de retrancher, d’ajouter, de changer ce qu’il a voulu. Il serait trop long de dire par quels degrés il fut conduit jusqu’à ce point. Son Iliade, qui, dans la première édition, n’avait que ce titre, ne porta dans la seconde et dans les suivantes que celui delà Mort d’Hector ; elle les réunit ici tous deux. Les érudits ont généralement blâmé cette entreprise ; les poètes et les littérateurs partisans de Cesarotti l’ont applaudie et louée avec excès. Ceux à qui certaines formes de son style ne plaisent point, même en ne blâmant pas le projet, ont repris dans l’exécution le caractère peu homérique qui s’y montre souvent ; presque tous conviennent cependant que, si l’auteur a été trompé par cet esprit d’indépendance philosophique qu’il portait dans tous ses travaux, il n’appartenait qu’à un homme de génie et à un grand poète de se tromper ainsi. La traduction littérale de l’Iliade en prose, qui remplit les sept autres volumes, est accompagnée de discours préliminaires, de morceaux de critique traduits d’auteurs anglais, français et allemands qui ont écrit sur Homère, et suivie d’observations savantes du traducteur ; il a de plus joint au texte de sa traduction toutes les notes qu’il a jugées utiles dans Pope, dans madame Dacier, dans Rochefort, dans Bitaubé, en y ajoutant les siennes. C’est ce tout ensemble qu’on a justement appelé une Encyclopédie homérique : il n’a été rien fait d’aussi étendu ni d’aussi complet sur Homère ; et si les adorateurs de ce prince des poètes font à Cesarotti un crime de sa Mort d’Hector, ils doivent trouver dans les soins qu’il a pris pour ce second travail, et dans l’exactitude qu’il s’y est prescrite, des motifs de lui pardonner, malgré les critiques raisonnées et souvent très-fortes qu’il s’est encore permises dans ses notes.
- Les vol. 17 et 18 de la collection contiennent les Relazioni accademiche, ou les rapports annuels sur les travaux de l’Académie de Padoue pendant dix-huit années consécutives, précédés d’un Mémoire sur les devoirs académiques, et suivis des éloges des académiciens morts depuis la fondation de l’académie, jusqu’en 1786.
- Le 19e vol. offre huit satires choisies de Juvénal, traduites en vers italiens à la manière libre de l’auteur, avec le texte en regard et des notes.
- Les 20e, 21e et 22e vol. contiennent le Cours de littérature grecque, ou du moins la partie que l’auteur en avait terminée. Il avait embrassé une carrière immense ; il passait les nuits sur des livres grecs, apparemment mal imprimés, qui lui causèrent un mal d’yeux dont il eut de la peine à guérir. Il publia en 1781, à Padoue, ces trois volumes, contenant des traductions de harangues choisies de Lysias et d’Isocrate, et de l’Apologie de Socrate ; des discours critiques sur Antiphon, Andocide, Lysias, Isocrate, Isée, Lycurgue, Eschine, Hypéride, Démade, Dion, des morceaux choisis de leurs ouvrages, des observations et des notes.
- Six volumes sont ensuite consacrés à la traduction de Démosthène, précédée de celle de la préface française de Tourreil, et de la vie de Démosthène par Plutarque. Les harangues sont accompagnées de notes et d’observations historiques, philologiques et critiques ; c’est enfin un travail presque aussi complet sur cet orateur, que celui de l’abbé Auger, publié quelques années après (la première édition du Démosthène de Cesarotti parut en 1774, et celle de l’abbé Auger en 1777). Là se termine la partie la plus importante des œuvres de Cesarotti.
- Six autres volumes comprennent des mélanges en prose et en vers, parmi lesquels on distingue surtout (volume 29) le Discours sur le plaisir de la tragédie et la Lettre d’un Padouan à M. l’abbé Denina, en réponse à quelques traits d’un discours de cet illustre académicien, où il avait peu ménagé Padoue ; quelques apologues en prose (vol. 30) ; le volume entier des Poesie italiane (32), et les traductions de trois tragédies de Voltaire (33). Les Vies des cent premiers papes (i Primi Pontefici) , resserrées dans un petit volume (34) de moins de 300 p., ne peuvent ajouter beaucoup ni aux lumières historiques, ni à la réputation de l’auteur.
- La correspondance de Cesarotti termine cette riche collection, dont presque toutes les parties se trouvent séparément ; elle remplit six volumes. L’édition en général est très-soignée. Commencée par l’auteur lui-même, elle fut continuée, après sa mort, par Giuseppe Barbieri, son ami, et devenu son successeur dans la chaire de grec et d’hébreu à l’Université de Padoue, depuis que Cesarotti eut obtenu sa retraite et le titre de professeur émérite. Barbieri a aussi publié des mémoires sur la vie et les ouvrages de son ami, Padoue, 1810, in-8°, précédés d’une épitre à sa louange, adressée à Angelo Mazza, lequel a consacré lui-même à la mémoire de Cesarotti un poème en cinquante stances, sdrucciole, magnifiquement imprimé à Plaisance, 1809, grand in-4° : ce poème est suivi d’un bel éloge en prose, tiré de la Nécrologie littéraire de Luigi Bramieri. Cesarotti a joui pendant sa vie d’une réputation colossale ; réduite à sa juste valeur, elle sera toujours celle d’un des hommes qui a le plus honoré les lettres, sa patrie et son siècle.